# Ludwik Grohman
Ludwik Grohman (ur. 28 sierpnia 1826 w Warszawie, zm. 1 lutego 1889 w Łodzi) – fabrykant i przemysłowiec.

## Życiorys
Ojciec Ludwika, Traugott Grohmann, przybył do Polski około 1820 roku z Saksonii i osiedlił się w Warszawie. Od 1827 roku miał w Zgierzu manufakturę, a w 1841 roku wraz z rodziną na stałe przeprowadził się do Łodzi. W 1842 roku przejął w wieczystą dzierżawę posiadło wodno-fabryczne „Lamus” na Księżym Młynie, gdzie wybudował fabrykę tkanin bawełnianych.
Ludwik Grohman, w miarę dorastania, angażował się w działalność swojego ojca, a po jego śmierci w 1874 roku objął kierownictwo i przekształcił zakłady w firmę „Ludwik Grohman”. Ożenił się z Pauliną Adeliną, córką kupca Karola Trenklera, co wzmocniło jego pozycję finansową. W latach 1861–1869 był radnym miejskim. W latach 80. zbudował okazałą willę przy ul. Tylnej. Dzięki częściowej polonizacji Ludwik zaczął nazwisko pisać Grohman (jedno „n” na końcu).
Grohman był założycielem pierwszej fabrycznej straży ogniowej w swojej fabryce i współzałożycielem Łódzkiej Straży Ogniowej Ochotniczej, w latach 1876–1888 pełnił funkcję prezesa i komendanta całej Łódzkiej Straży Ogniowej Ochotniczej.
Należał do przeciwników powstania styczniowego 1863 roku. Był jednym z autorów adresu dziękczynnego dla carskiego naczelnika wojennego okręgu łódzkiego, za zdławienie działań powstańczych.
Był współzałożycielem Banku Handlowego w Łodzi (1872), długoletnim prezesem zarządu, współzałożycielem Towarzystwa Kredytowego Miejskiego w Łodzi (od 1881 roku prezesem dyrekcji). Był również współzałożycielem Łódzkiego Chrześcijańskiego Towarzystwa Dobroczynności (1885).
W październiku 1884 roku za gorliwość okazaną przy dziele budowy cerkwi św. Aleksandra Newskiego w Łodzi przy ul. Widzewskiej (ob. ul. Kilińskiego 56) został odznaczony orderem Świętej Anny III klasy. W październiku 1888 roku otrzymał Order Świętego Stanisława II klasy za szczególną troskliwość o dobro instytucyj podległych ministeryum oświaty.
Zmarł w 1889 roku pozostawiając córkę Annę Melanię oraz pięciu synów: Henryka, Karola, Pawła, Alfreda i Leona, przygotowanych do przejęcia władzy i pokierowania rozwojem zakładów. Po śmierci ojca prowadzenie firmy przejął Henryk Grohman. Grób rodziny Ludwika Grohmana znajduje się w części ewangelickiej Starego Cmentarza w Łodzi tuż obok kaplicy Scheiblera.